# Ernst Müller (Archivar)
Ernst Müller (* 15. Mai 1923 in Jena; † 24. November 1992 in Schwäbisch Hall) war ein deutscher Historiker und Archivar.

## Leben
Der Landwirtssohn wuchs in Schlesien auf. Nach dem Studium der Geschichte, Kunstgeschichte und Germanistik promovierte er am 21. Februar 1951. Er absolvierte 1951 die Staatsprüfung für den wissenschaftlichen Archivdienst. Von 1951 bis 1984 war er im Hauptstaatsarchiv Weimar tätig. Von Weimar aus leitete er von 1954 bis 1971 gleichzeitig das Staatsarchiv Meiningen. Über 20 Jahre wirkte er zudem als Lehrbeauftragter an der Universität Jena.

## Schriften (Auswahl)
- Türkensteuer und Landsteuer im ernestinischen Sachsen von 1485 bis 1572. 1951, OCLC 73967455.
- Übersicht über die Bestände des Landesarchivs Meiningen. Weimar 1960, OCLC 878896805.
- mit Manfred Kobuch: Der deutsche Bauernkrieg in Dokumenten. Aus staatlichen Archiven der Deutschen Demokratischen Republik. Ein Dokumentenbildband anläßlich des 450. Jahrestages des deutschen Bauernkrieges. Weimar 1977, OCLC 469399330.
- Martin Luther und Weimar. Weimar 1983, OCLC 1222324245.